# إدي تايلور
إدي تايلور (بالإنجليزية: Eddie Taylor)‏ هو فنان الشارع وموسيقي وعازف قيثارة أمريكي، ولد في 29 يناير 1923 في بينويت في الولايات المتحدة، وتوفي في 25 ديسمبر 1985 في شيكاغو في الولايات المتحدة.

## وصلات خارجية
- إدي تايلور على موقع ميوزك برينز (الإنجليزية)
- إدي تايلور على موقع أول ميوزيك (الإنجليزية)
- إدي تايلور على موقع ديسكوغز (الإنجليزية)